# 石井勝
石井 勝（いしい まさる、1927年〈昭和2年〉8月9日 - 2009年〈平成19年〉9月27日）は、日本の経営者。高砂熱学工業社長、同会長。海軍兵学校75期。

## 来歴・人物
東京都出身。1945年10月、海軍兵学校75期卒業、1951年に慶應義塾大学工学部機械学科を卒業し、同年に高砂熱学工業に入社した。1972年5月に取締役に就任し、1979年6月に常務、1983年6月に専務、1985年6月に副社長を経て、1986年4月に社長に就任。2004年4月に会長に就任。
2009年9月27日、死去。82歳没。